# كيس بارثولين
كيس بارثولين  (بالإنجليزية: Bartholin's cyst)‏، هي حالة طبية تحدث عندما يحصل انسداد في غدة بارثولين مما يؤدي إلى التهاب في الغدة وتكّون للكيس. يتراوح حجم الكيس من حبة البازلاء إلى حجم البيضة، ويتشكل على جانبي الجزء السفلي الداخلي من فتحة المهبل. قد يتكون خراج إذا أصيب الكيس بعدوى. في هذه الحالة، غالبًا ما يصبح الكيس أحمراً ومؤلماً عند لمسه.
لا يتكون كيس بارثولين بسبب عدوى، على الرغم من أنه يمكن أن يكون ناتجًا عن عدوى أو التهاب أو انسداد (مخاط أو عائق آخر) في قنوات غدة بارثولين (القنوات التي تؤدي من الغدد إلى الفرج). لا تنتقل الكيسات عن طريق الاتصال الجنسي. لا يوجد سبب معروف لتطورها والعدوى نادرة في حالة كيس بارثولين. مع وجود الخراج، غالباً ما تكون العدوى البكتيرية هي السبب، ولكنها ليست عادةً من الأمراض المنقولة بالاتصال الجنسي.
يعتمد العلاج على شدة الأعراض. إذا لم تكن هنالك أعراض، قد لا تكون هناك حاجة إلى العلاج. إذا كان الكيس يسبب مشاكل صحية، فيُنصَح بتصريف الكيس. الطريقة المفضلة للتصريف هي بإدخال قسطرة وورد لمدة أربعة أسابيع. الشق والتصريف البسيط قد يسمح بإعادة تكّون الكيس. يُمكن استخدام تقنية التوخيف (بالإنجليزية: marsupialization)‏ الجراحية لاستنزاف السوائل بحرية من الكيس، ولكن لا ينبغي أن يُجرى إذا كان الكيس مصاباً بعدوى. إذا استمرت المشاكل، فقد تتم إزالة الغدة بأكملها. يُنصح بالإزالة للأشخاص الأكبر من 40 عامًا في بعض الأحيان لضمان عدم ظهور السرطانات. لا تُستعمل المضادات الحيوية بشكل عام في حالة كيس بارثولين.
يحدث كيس بارثولين لدى النساء فقط وعلى الأرجح في أولئك اللاتي بعمر الإنجاب. حوالي اثنان في المئة من النساء عانوا من هذه المشكلة في مرحلة ما من حياتهن.

## الأعراض والعلامات
لا تسبب معظم حالات كيس بارثولين أي أعراض، على الرغم من أن بعضها قد يسبب الألم أثناء المشي أو الجلوس أو الجماع (عسر الجماع). عادةً ما يتراوح حجمها بين 1 و 4 سم، وتقع فقط على الجانب الإنسي للشفرين الصغيرين. معظم الحالات في كيس بارثولين تؤثر فقط على الجانب الأيسر أو الأيمن (أحادي الجانب) لإحدى الأشفار. الكيسات الصغيرة عادةً ما تكون غير مؤلمة، ولكن الأكياس الكبيرة جدا يمكن أن تسبب ألماً كبيراً.

## الفسيولوجيا المرضية
يظهر كيس بارثولين عندما تصبح القناة التي تُصرّف إفرازات الغدة مغلقة أو مسدودة. قد يكون سبب الانسداد عدوى أو سدادة مخاطية. ثم تنحبس افرازات غدة بارثولين بداخلها مكونةً كيس.

## التشخيص
تشمل الحالات الأخرى التي قد تتشابه مع كيس بارثولين: الورم الغدي العرقي الحليمي، الورم الشحمي، الكيسة البشرانية وكيس غدة سكين. قد يُوصى بأخذ خزعة للتأكد من عدم وجود سرطان في النساء اللاتي تزيد أعمارهن عن 40 عامًا.

## الانتشار
اثنان في المئة من النساء سيصبن بكيس بارثولين في مرحلة ما من حياتهن. يحدث الكيس بمعدل 0.55 لكل 1000 امرأة سنوياً وفي النساء اللواتي تتراوح أعمارهن بين 35-50 سنة بمعدل 1.21 لكل 1000 امرأة - سنوياً. يزداد معدل حدوث الكيس مع الازدياد بالعمر إلى سن اليأس ثم يبدأ بعد ذلك بالتناقص. وتتأثر النساء اللاتينيات أكثر من النساء البيض والنساء السود. يزداد خطر تطور كيس بارثولين بازدياد عدد الولادات للمرأة.